# Zoë Kravitz
Zoë Isabella Kravitz (sinh ngày 1 tháng 12 năm 1988) là một nữ diễn viên, ca sĩ và người mẫu người Mỹ. Cô xuất hiện lần đầu trong bộ phim hài lãng mạn Nữ hoàng băng giá (2007). Bước đột phá của cô đến với vai diễn Angel Salvadore trong bộ phim siêu anh hùng X-Men: Thế hệ thứ nhất (2011), bộ phim đã giúp cô được đề cử cho Giải thưởng Lựa chọn Thiếu niên và Giải Scream. Cô trở nên nổi bật với vai Christina trong The Divergent Series (2014–2016) và Leta Lestrange trong loạt phim Fantastic Beasts (2016–2022).
Kravitz đã nhận được nhiều lời khen ngợi nhờ vai chính trong bộ phim truyền hình dài tập Big Little Lies (2017–2019) của HBO, bộ phim đã mang về cho cô đề cử Giải thưởng của Nghiệp đoàn Diễn viên Màn ảnh và loạt phim hài lãng mạn High Fidelity (2020) của Hulu. Cô xuất hiện với vai Toast the Knowing trong bộ phim của đạo diễn George Miller, Max điên: Con đường tử thần (2015), và đã đóng vai chính trong nhiều bộ phim độc lập bao gồm Dope (2015), Gemini (2017) và Kimi (2022). Cô lồng tiếng cho Mary Jane Watson trong Người Nhện: Vũ trụ mới (2018) và Catwoman trong phim hoạt hình The Lego Batman Movie (2017) và phim hành động siêu anh hùng của DC The Batman: Vạch trần sự thật (2022). Tạp chí Time vinh danh Kravitz là một trong 100 người có ảnh hưởng nhất năm 2022.
Kravitz cũng hoạt động như một người mẫu thời trang và nhạc sĩ. Tính đến năm 2017, cô là gương mặt đại diện của YSL Beauté. Kravitz cũng đã tham gia các chiến dịch cho Tiffany & Co., Vera Wang, Balenciaga, Alexander Wang, Coach New York, Tumi và Calvin Klein. Cô đứng đầu ban nhạc Lolawolf và phát hành các album Calm Down vào năm 2014 và Tenderness vào năm 2020. Kravitz chuẩn bị ra mắt ở cương bị đạo diễn với Pussy Island, bộ phim mà cô ấy cũng đồng sáng tác và sản xuất.

## Danh sách phim

### Điện ảnh
| Năm  | Phim                                           | Vai                                 | Ghi chú       |
| ---- | ---------------------------------------------- | ----------------------------------- | ------------- |
| 2007 | Nữ hoàng băng giá                              | Charlotte                           |               |
| 2007 | The Brave One                                  | Chloe                               |               |
| 2008 | Assassination of a High School President       | Valerie                             |               |
| 2008 | Birds of America                               | Gillian Tanager                     |               |
| 2009 | The Greatest                                   | Ashley                              |               |
| 2010 | Twelve                                         | Gabby                               |               |
| 2010 | Beware the Gonzo                               | Evie Wallace                        |               |
| 2010 | It's Kind of a Funny Story                     | Nia                                 |               |
| 2011 | Yelling to the Sky                             | Sweetness O'Hara                    |               |
| 2011 | X-Men: Thế hệ thứ nhất                         | Angel Salvadore                     |               |
| 2013 | Treading Water                                 | Laura                               |               |
| 2013 | Trở về Trái Đất                                | Senshi Raige                        |               |
| 2014 | Dị biệt                                        | Christina                           |               |
| 2014 | Pretend We're Kissing                          | Autumn                              |               |
| 2014 | The Road Within                                | Marie                               |               |
| 2014 | Good Kill                                      | Vera Suarez                         |               |
| 2015 | Dope                                           | Nakia                               |               |
| 2015 | Những kẻ nổi loạn                              | Christina                           |               |
| 2015 | Max điên: Con đường tử thần                    | Toast the Knowing                   |               |
| 2016 | Too Legit                                      | Sully                               | Phim ngắn     |
| 2016 | Những kẻ trung kiên                            | Christina                           |               |
| 2016 | Vincent N Roxxy                                | Roxxy                               |               |
| 2016 | Adam Green's Aladdin                           | Old Miner                           |               |
| 2016 | Sinh vật huyền bí và nơi tìm ra chúng          | Leta Lestrange                      | Vai khách mời |
| 2017 | The Lego Batman Movie                          | Selina Kyle / Catwoman (lồng tiếng) |               |
| 2017 | Gemini                                         | Heather Anderson                    |               |
| 2017 | Tiệc độc thân nhớ đời                          | Blair                               |               |
| 2017 | Movie Sound Effects: How Do They Do That?      |                                     |               |
| 2018 | Kin                                            |                                     |               |
| 2018 | Người Nhện: Vũ trụ mới                         | Mary Jane Watson (voice)            |               |
| 2018 | Sinh vật huyền bí: Tội ác của Grindelwald      | Leta Lestrange                      |               |
| 2020 | Viena and the Fantomes                         | Madge                               |               |
| 2022 | Kimi                                           | Angela Childs                       |               |
| 2022 | Sinh vật huyền bí: Những bí mật của Dumbledore | Leta Lestrange                      |               |
| 2022 | The Batman: Vạch trần sự thật                  | Selina Kyle / Catwoman              |               |

### Truyền hình
| Năm  | Phim            | Vai            | Ghi chú            |
| ---- | --------------- | -------------- | ------------------ |
| 2011 | Californication | Pearl          | 8 tập              |
| 2016 | Portlandia      | Kendall        | Tập: "Breaking Up" |
| 2017 | Big Little Lies | Bonnie Carlson | 7 tập              |